# Jidai mono
Le jidai mono (時代物) est un genre de pièce de théâtre japonais des répertoires bunraku et kabuki. Il regroupe les pièces historiques, et souvent épiques, qui se déroulent avant l'époque d'Edo et représentent des événements et personnages historiques, souvent de célèbres batailles de samouraïs. Ce genre est à l'opposé du sewa-mono (世話物), pièces contemporaines généralement consacrées aux thèmes et individus de tous les jours. Jidai-mono est habituellement traduit par « pièce historique ». Les productions de ce genre pour cinéma et télévision sont appelées jidaigeki (時代劇) et en partagent de nombreuses caractéristiques.
Au début, proches des contes et légendes mythologiques, les pièces jidai mono gagnent en profondeur narrative et en réalisme grâce au grand dramaturge Chikamatsu Monzaemon.
Comme le public typique des pièces jōruri et kabuki est composé de gens du peuple (chōnin), les histoires impliquant nobles de la cour et héroïques samouraïs sont des objets plus lointains que celles qui traitent de thèmes contemporains relatifs aux roturiers urbains. Même si la plupart des spectateurs ont peut-être été samouraïs, l'époque d'Edo au cours de laquelle ces pièces ont été largement composées et interprétées était une période de paix, aussi la notion de batailles féroces et d'héroïques sacrifices relève-t-elle de l'ordre d'une évasion romantique pour ces samouraïs, tout comme les drames historiques le sont pour nous aujourd'hui.
Les histoires sont presque toujours dérivées d'épopées classiques (monogatari) ou d'autres sources historiques, et il n'est pas du tout rare que des éléments en soient modifiés. Les personnages peuvent être inventés, ou des parties de leur histoire modifiées pour rendre l'histoire plus intéressante ou pour servir autrement les fins de l'auteur. Bien que la plupart de ces histoires sont tirées de faits historiques, les sources utilisées par les dramaturges tiennent plus de la légende que de récits précis et des éléments fantastiques ou magiques sont en outre ajoutés par les auteurs. Yoshitsune Senbon-sakura en est un bon exemple. La pièce tourne autour de personnages historiques réels de la guerre de Genpei, dont Minamoto no Yoshitsune et son obligé Benkei. Mais la prétention historiquement fausse que certains généraux du clan Taira ont survécu et restent dans la clandestinité est au cœur de l'intrigue et le renard Genkurō est bien sûr aussi inventé.
En outre, bien que les jidai mono se déroulent presque toujours dans le passé lointain, ils sont souvent destinés à faire référence à des événements contemporains. Pendant une grande partie de l'époque d'Edo, la représentation des événements contemporains, en particulier les représentations des shoguns et la critique du shogunat Tokugawa, sont strictement interdites. En conséquence, les pièces de théâtre sont conçues pour utiliser des références historiques ou littéraires comme métaphores de l'actualité. La célèbre pièce Kanadehon Chūshingura, aussi connue comme le conte des 47 rōnins, en est un bon exemple. Bien que les véritables quarante-sept rōnins et les événements entourant leur tentative de se venger de leur seigneur se situent au début du XVIIIe siècle, quelques décennies seulement avant le début de la pièce, ils sont représentés sur scène comme situés au XIVe siècle et les noms des principaux personnages impliqués sont changés.
Dans de nombreux autres pièces, le clan Minamoto, dont les shoguns Tokugawa prétendaient descendre, est utilisé pour représenter le shogunat. Le clan Taira, qui a perdu la guerre de Genpei contre les Minamoto dans les années 1180, est communément représenté comme opprimé ou lésé et symbolise les critiques des dramaturges (et peut-être des acteurs) du gouvernement Tokugawa. Le même Yoshitsune Senbon Zakura mentionné ci-dessus en est un excellent exemple, comme Les Batailles de Coxinga qui rapporte l'histoire de Koxinga loyal à la dynastie Ming et qui combat contre la dynastie Qing à la fin du XVIIe siècle.
D'une façon générale, nombre des pièces de théâtre kabuki les plus flamboyantes et emphatiques sont du genre jidai mono, car elles ont tendance à restituer des représentations exagérées de samouraïs héros et méchants, des kamis et certains des personnages les plus célèbres de l'histoire japonaise. Les roturiers, les protagonistes de sewa mono, en revanche, sont généralement dépeints assez clairement. Bien entendu, lorsque les samouraïs, les oiran (courtisans), les geishas et autres apparaissent dans les sewa mono, ils peuvent eux aussi avoir des costumes et des apparences très élaborés.
Le jidai mono désigne également le genre des mangas historiques. Le Japon du temps des samouraïs en constitue un thème récurrent, qui tend à être idéalisé dans ces œuvres, comme Bushidô zankoku monogatari.

## Source de la traduction
- (en) Cet article est partiellement ou en totalité issu de l’article de Wikipédia en anglais intitulé « Jidaimono » (voir la liste des auteurs).